# Дело Ревельона
«Де́ло Ревельо́на» (фр. Affaire Réveillon) — во Франции вспышка народного недовольства в парижском предместье Сент-Антуан 26—28 апреля 1789 года, выразившаяся в манифестации нескольких тысяч человек, разграблении усадеб фабрикантов Ревельона и Анрио и массовых беспорядках, закончившихся кровопролитной стычкой с воинскими частями. Восстание стало предтечей случившегося 14 июля взятия Бастилии и последовавшей Великой французской революции.

## Предыстория
Вспышки народного гнева против дороговизны продуктов питания и возраставшей безработицы отмечались во Франции в 1788 году, но участились весной 1789 года. Академическое издание истории Французской революции перечисляет, как пример, бунты лишь одной северной провинции (1/80 территории страны): в Камбре 13 марта, в Ондскоте 22 марта, в Азбруке и Валансьене 30 марта, в Берге 6 апреля, в Дюнкерке 11 апреля, в Лилле 29 апреля, в Дуэ 30 апреля.
Основными требованиями были снижение цен на продовольствие и отмена налогов типа «октруа» (взимавшегося на городских заставах за ввоз товаров в город) — государственных поборов, ещё более повышавших цены. На юге Франции, в Агде, бунтовщики принудили епископа отказаться от мельничного баналитета. Устраивали они и «войну дворцам», нападая на имения и замки. Сжигали земельные записи. В Марселе, Эксе и Тулоне 20 апреля 1789 года бунтовщики потребовали снижения цен на мясо (до 4 су за фунт) и хлеб (до 2 су).

## История
В такой социальной обстановке любая попытка снижения заработной платы встречалась в штыки. Именно так было воспринято предложение Жан-Батиста Ревельона, высказанное им 23 апреля, о снижении цен на хлеб, что позволило бы, по его расчётам, снизить заработную плату и оттого стоимость производимых мануфактурами товаров. Как писал корреспондент российской императрицы француз Блен де Сенмор, «Ревельон … сказал в дистрикте, что он желал бы такого удешевления продовольствия, чтобы рабочий мог прокормиться на 15 су [в день].». Идею подхватил другой фабрикант — Анрио (Henriot) — владелец селитроварни в том же парижском предместье Сент-Антуан. Из их рассуждений толпа выхватывала только фразы о снижении заработной платы, однако волнения оставались на уровне ропота, — положение, особо не беспокоившее главу местной полиции. Но 27 апреля не состоялось обещанное королём и ожидаемое всеми собрание Генеральных штатов, дата открытия которых правительством была перенесена на 5 мая. Надо сказать, что беднота возлагала на Генеральные штаты особые надежды избавления от страданий полуголодного существования.

### 27 апреля

#### Манифестация
Толпы нищих, бедняков и рабочих Сент-Антуанского и Сен-Марсельского предместий Парижа, возбуждённые ложными слухами о мануфактурщике Ревельоне и фабриканте Анрио, которые якобы предложили снизить заработную плату, прошлись по парижским улицам Муфтар и Фоссе-Сен-Бернар многотысячной, устрашающей толпой. Демонстранты несли виселицы с болтавшимися на них манекенами Ревельона и Анрио и выкрикивали: «Смерть богачам! Смерть аристократам! Смерть спекулянтам! Долой попов!». Среди рабочих не было ни одного с предприятия самого Ревельона.
Были сильные подозрения, что на бунт толпу подстрекали некие лица, использовавшие для этого деньги и спиртное. Причастным к бунту подозревали родственника короля, его врага и масона герцога Орлеанского, чьи сыновья могли претендовать на французский престол, и которого толпа провозглашала «отцом и другом народа». Среди подстрекателей мог быть и некий аббат Руа, которого Ревельон привлёк к суду за диффамацию.

#### Разгром дома Анрио
Так как усадьбу Ревельона и его семью охраняли гренадеры, подступившая было к его дому толпа пообещала вернуться на следующий день в вооружении. Бунтовщики вторглись в дом фабриканта Анрио и разгромили его. Бунтари выбрасывали хозяйские вещи и внутреннее убранство дома на улицу, где в огромном костре жгли одежду, мебель и кареты.

### 28 апреля
На следующий день ещё большая толпа подступила к особняку Ревельона и, несмотря на охрану из гренадеров, взломала входные двери и вторглась в сад. Разведя три костра, бунтовщики сожгли всю мебель, предметы убранства дома, включая картины и эстампы, постельные принадлежности, провизию и деловые бумаги. Затем принялись за деревянную обшивку стен, двери и ставни, дверные рамы и камины. Наполнили свои карманы найденными деньгами и бутылками из винного погреба. Исчезла золотая медаль Ревельона, которой его наградил король указом от 28 октября 1777 года за услуги отечеству в шпалерном (обойном) искусстве. Почти два часа неистовствовала толпа, прежде чем посланная воинская часть начала стрелять по бунтарям-грабителям. Ревельон укрылся в близлежащей Бастилии.
Восстание продолжалось бунтом рабочих зеркальной мануфактуры Сен-Гобен, подстрекаемых толпой к погрому и грабежу, и разгромом мануфактуры Ревельона Фоли-Титон. Власти отреагировали, подтянув войсковые части и скомандовав батальный огонь против бунтовщиков, что подавило разгоравшееся восстание. Жертвами ружейных залпов были десятки людей разного возраста и занятий, включая подростков.

### Позднее
Несколько дней спустя в Вильжюифе собралась толпа, человек с 500 или 600, и пыталась взломать ворота Бисетрской тюрьмы.